# Providence Reds
Providence Reds, kasneje imenovan Rhode Island Reds, je bil profesionalni hokejski klub iz Providencea, Rhode Island. Klub je deloval v ligi Canadian-American Hockey League od 1926 do 1936 in v ligi American Hockey League od 1936 do 1976. V letih 1938, 1940, 1949 in 1956 je osvojil pokal Calder Cup. Klub se je leta 1976 preimenoval v Rhode Island Reds, a je pod takim imenom obstajal le eno leto. Domača dvorana kluba je bila Rhode Island Auditorium. Ime kluba (Reds) pride od vrste kokoši, znane kot Rhode Island Red. 
Ko je leta 1977 razpadla liga North American Hockey League, je klub kupilo moštvo Broome Dusters in ga preselilo v Binghamton, New York, kjer je postalo znano pod imenom Binghamton Dusters, Binghamton Whalers in Binghamton Rangers. Leta 1997 je bil nato klub prodan v Madison Square Garden in se je preimenoval v Hartford Wolf Pack.

## Trenerji
- Billy Coutu (1933–34)
- Albert "Battleship" Leduc (1936–37)
- Frederick "Bun" Cook (1938–39, 1940–43)
- Johnny Mitchell (1943–44)
- Irwin "Yank" Boyd (1944–46)
- Terry Reardon (1947–53)
- Pat Egan (1953–55)
- Jack Crawford (1955–60)
- Phil Watson (1960–61)
- Fern Flaman (1961–65)
- Irvan Irwin (1965–66)
- Dave Creighton (1969–70)
- Larry Wilson (1971–72)
- Larry Popein (1972–73)
- John Muckler (1973–76)

## Izidi
- Providence Reds 1926–1936 (Canadian-American Hockey League)
- Providence Reds 1936–1940 (International-American Hockey League)
- Providence Reds 1940–1976 (American Hockey League)
- Rhode Island Reds 1976–1977 (American Hockey League)

### Redna sezona
| Sezona  | Tekem | Zmag | Porazov | Remijev | TOČ | GF  | GA  | Uvrstitev             |
| 1926/27 | 32    | 12   | 17      | 3       | 27  | 50  | 67  | 5. v Can-Am           |
| 1927/28 | 40    | 13   | 19      | 8       | 34  | 88  | 83  | 5. v Can-Am           |
| 1928/29 | 40    | 18   | 12      | 10      | 46  | 64  | 58  | 2. v Can-Am           |
| 1929/30 | 40    | 24   | 11      | 5       | 53  | 120 | 98  | 1. v Can-Am           |
| 1930/31 | 40    | 23   | 11      | 6       | 52  | 132 | 96  | 2. v Can-Am           |
| 1931/32 | 40    | 23   | 11      | 6       | 52  | 138 | 108 | 1. v Can-Am           |
| 1932/33 | 48    | 26   | 16      | 6       | 58  | 129 | 117 | 2. v Can-Am           |
| 1933/34 | 40    | 19   | 12      | 9       | 47  | 91  | 92  | 1. v Can-Am           |
| 1934/35 | 48    | 19   | 17      | 12      | 50  | 124 | 144 | 3. v Can-Am           |
| 1935/36 | 47    | 21   | 20      | 6       | 48  | 106 | 127 | 2. v Can-Am           |
| 1936/37 | 48    | 21   | 20      | 7       | 49  | 122 | 125 | 3. v Vzhdoni diviziji |
| 1937/38 | 48    | 25   | 16      | 7       | 57  | 114 | 86  | 1. v Vzhdoni diviziji |
| 1938/39 | 54    | 21   | 22      | 11      | 53  | 136 | 153 | 2. v Vzhdoni diviziji |
| 1939/40 | 54    | 27   | 19      | 8       | 62  | 161 | 157 | 1. v Vzhdoni diviziji |
| 1940/41 | 56    | 31   | 21      | 4       | 66  | 196 | 171 | 1. v Vzhdoni diviziji |
| 1941/42 | 56    | 17   | 32      | 7       | 41  | 205 | 237 | 4. v Vzhdoni diviziji |
| 1942/43 | 56    | 27   | 27      | 2       | 56  | 211 | 216 | 2. v Vzhdoni diviziji |
| 1943/44 | 52    | 11   | 36      | 5       | 27  | 126 | 214 | 3. v Vzhdoni diviziji |
| 1944/45 | 60    | 23   | 6       | 31      | 52  | 241 | 249 | 3. v Vzhdoni diviziji |
| 1945/46 | 62    | 23   | 33      | 6       | 52  | 221 | 254 | 3. v Vzhdoni diviziji |
| 1946/47 | 64    | 21   | 33      | 10      | 52  | 226 | 281 | 4. v Vzhdoni diviziji |
| 1947/48 | 68    | 41   | 23      | 4       | 86  | 342 | 277 | 1. v Vzhdoni diviziji |
| 1948/49 | 68    | 44   | 18      | 6       | 94  | 347 | 219 | 1. v Vzhdoni diviziji |
| 1949/50 | 70    | 34   | 33      | 3       | 71  | 268 | 267 | 2. v Vzhdoni diviziji |
| 1950/51 | 70    | 24   | 41      | 5       | 53  | 247 | 303 | 4. v Vzhdoni diviziji |
| 1951/52 | 68    | 32   | 33      | 3       | 67  | 263 | 270 | 2. v Vzhdoni diviziji |
| 1952/53 | 64    | 27   | 36      | 1       | 55  | 215 | 254 | 5. v AHL              |
| 1953/54 | 70    | 26   | 40      | 4       | 56  | 211 | 276 | 5. v AHL              |
| 1954/55 | 64    | 21   | 37      | 6       | 48  | 194 | 263 | 6. v AHL              |
| 1955/56 | 64    | 45   | 17      | 2       | 92  | 263 | 193 | 1. v AHL              |
| 1956/57 | 64    | 34   | 22      | 8       | 76  | 236 | 168 | 1. v AHL              |
| 1957/58 | 70    | 33   | 32      | 5       | 71  | 237 | 220 | 3. v AHL              |
| 1958/59 | 70    | 28   | 40      | 2       | 58  | 222 | 265 | 6. v AHL              |
| 1959/60 | 72    | 38   | 32      | 2       | 78  | 251 | 237 | 3. v AHL              |
| 1960/61 | 72    | 26   | 46      | 0       | 52  | 225 | 333 | 7. v AHL              |
| 1961/62 | 70    | 36   | 32      | 2       | 74  | 261 | 267 | 3. v Vzhdoni diviziji |
| 1962/63 | 72    | 38   | 29      | 5       | 81  | 239 | 203 | 1. v Vzhdoni diviziji |
| 1963/64 | 72    | 32   | 35      | 5       | 69  | 248 | 239 | 3. v Vzhdoni diviziji |
| 1964/65 | 72    | 20   | 50      | 2       | 42  | 193 | 312 | 5. v Vzhdoni diviziji |
| 1965/66 | 72    | 20   | 49      | 3       | 43  | 184 | 310 | 5. v Vzhdoni diviziji |
| 1966/67 | 72    | 13   | 46      | 13      | 39  | 210 | 329 | 5. v Vzhdoni diviziji |
| 1967/68 | 72    | 30   | 33      | 9       | 69  | 235 | 272 | 3. v Vzhdoni diviziji |
| 1968/69 | 74    | 32   | 36      | 6       | 70  | 242 | 284 | 3. v Vzhdoni diviziji |
| 1969/70 | 72    | 23   | 36      | 13      | 59  | 218 | 267 | 4. v Vzhdoni diviziji |
| 1970/71 | 72    | 28   | 31      | 13      | 69  | 257 | 270 | 1. v Vzhdoni diviziji |
| 1971/72 | 76    | 28   | 37      | 11      | 67  | 250 | 274 | 4. v Vzhdoni diviziji |
| 1972/73 | 76    | 32   | 30      | 14      | 78  | 253 | 255 | 4. v Vzhdoni diviziji |
| 1973/74 | 76    | 38   | 26      | 12      | 88  | 330 | 244 | 2. v Severni diviziji |
| 1974/75 | 76    | 43   | 21      | 12      | 98  | 317 | 263 | 1. v Severni diviziji |
| 1975/76 | 76    | 34   | 34      | 8       | 76  | 294 | 300 | 3. v Severni diviziji |
| 1976/77 | 80    | 25   | 51      | 4       | 54  | 282 | 359 | 6. v AHL              |

### Končnica
Legenda:
- Z - zmaga
- P - poraz

| Sezona  | 1. krog                     | 2. krog                     | Finale                      |
| ------- | --------------------------- | --------------------------- | --------------------------- |
| 1926/27 | Izidi so za zdaj nedostopni | Izidi so za zdaj nedostopni | Izidi so za zdaj nedostopni |
| 1927/28 | Izidi so za zdaj nedostopni | Izidi so za zdaj nedostopni | Izidi so za zdaj nedostopni |
| 1928/29 | ??                          | —                           | P, Boston, 0-2-2            |
| 1929/30 | ??                          | —                           | Z, Boston, 3-0-0            |
| 1930/31 | Izidi so za zdaj nedostopni | Izidi so za zdaj nedostopni | Izidi so za zdaj nedostopni |
| 1931/32 | ??                          | —                           | Z, Boston, 3-0-0            |
| 1932/33 | Izidi so za zdaj nedostopni | Izidi so za zdaj nedostopni | Izidi so za zdaj nedostopni |
| 1933/34 | ??                          | —                           | Z, Boston, 3-0-0            |
| 1934/35 | ??                          | —                           | P, Boston, 0-3-0            |
| 1935/36 | ??                          | —                           | P, Philadelphia, 1-3-0      |
| 1936/37 | Izidi so za zdaj nedostopni | Izidi so za zdaj nedostopni | Izidi so za zdaj nedostopni |
| 1937/38 | ??                          | ??                          | Z, 3-1, Syracuse            |
| 1938/39 | Izidi so za zdaj nedostopni | Izidi so za zdaj nedostopni | Izidi so za zdaj nedostopni |
| 1939/40 | ??                          | ??                          | Z, 3-0, Pittsburgh          |
| 1940/41 | P, 1-3, Cleveland           | —                           | —                           |
| 1941/42 | Se niso uvrstili v končnico | Se niso uvrstili v končnico | Se niso uvrstili v končnico |
| 1942/43 | P, 0-2, Cleveland           | —                           | —                           |
| 1943/44 | Se niso uvrstili v končnico | Se niso uvrstili v končnico | Se niso uvrstili v končnico |
| 1944/45 | Se niso uvrstili v končnico | Se niso uvrstili v končnico | Se niso uvrstili v končnico |
| 1945/46 | P, 0-2, Cleveland           | —                           | —                           |
| 1946/47 | Se niso uvrstili v končnico | Se niso uvrstili v končnico | Se niso uvrstili v končnico |
| 1947/48 | P, 1-4, Cleveland           | —                           | —                           |
| 1948/49 | P, 4-3, St. Louis           | prosti                      | Z, 4-3, Hershey             |
| 1949/50 | Z, 2-0, Springfield         | L, 0-2, Indianapolis        | —                           |
| 1950/51 | Se niso uvrstili v končnico | Se niso uvrstili v končnico | Se niso uvrstili v končnico |
| 1951/52 | Z, 3-2, Cleveland           | Z, 3-1, Cincinnati          | P, 2-4, Pittsburgh          |
| 1952/53 | Se niso uvrstili v končnico | Se niso uvrstili v končnico | Se niso uvrstili v končnico |
| 1953/54 | Se niso uvrstili v končnico | Se niso uvrstili v končnico | Se niso uvrstili v končnico |
| 1954/55 | Se niso uvrstili v končnico | Se niso uvrstili v končnico | Se niso uvrstili v končnico |
| 1955/56 | Z, 3-2, Buffalo             | —                           | Z, 4-0, Cleveland           |
| 1956/57 | P, 1-4, Rochester           | —                           | —                           |
| 1957/58 | P, 1-4, Hershey             | —                           | —                           |
| 1958/59 | Se niso uvrstili v končnico | Se niso uvrstili v končnico | Se niso uvrstili v končnico |
| 1959/60 | P, 1-4, Springfield         | —                           | —                           |
| 1960/61 | Se niso uvrstili v končnico | Se niso uvrstili v končnico | Se niso uvrstili v končnico |
| 1961/62 | P, 1-2, Hershey             | —                           | —                           |
| 1962/63 | P, 2-4, Buffalo             | —                           | —                           |
| 1963/64 | P, 1-2, Hershey             | —                           | —                           |
| 1964/65 | Se niso uvrstili v končnico | Se niso uvrstili v končnico | Se niso uvrstili v končnico |
| 1965/66 | Se niso uvrstili v končnico | Se niso uvrstili v končnico | Se niso uvrstili v končnico |
| 1966/67 | Se niso uvrstili v končnico | Se niso uvrstili v končnico | Se niso uvrstili v končnico |
| 1967/68 | Z, 3-1, Springfield         | P, 1-3, Quebec              | —                           |
| 1968/69 | Z, 3-1, Baltimore           | P, 2-3, Quebec              | —                           |
| 1969/70 | Se niso uvrstili v končnico | Se niso uvrstili v končnico | Se niso uvrstili v končnico |
| 1970/71 | Z, 4-2, Baltimore           | prosti                      | P, 0-4, Springfield         |
| 1971/72 | P, 1-4, Boston              | —                           | —                           |
| 1972/73 | P, 0-4, Nova Scotia         | —                           | —                           |
| 1973/74 | Z, 4-2, Nova Scotia         | Z, 4-0, New Haven           | P, 1-4, Hershey             |
| 1974/75 | P, 2-4, Springfield         | —                           | —                           |
| 1975/76 | P, 0-3, Rochester           | —                           | —                           |
| 1976777 | Se niso uvrstili v končnico | Se niso uvrstili v končnico | Se niso uvrstili v končnico |